# Elías Piña (tỉnh)
Elías Piña là một tron 31 tỉnh của Cộng hòa Dominicana. Tỉnh này nằm ở ở phía tây quốc gia này, ở biên giới với Haiti. Tỉnh lỵ là Comendador.
Tỉnh đã được thành lập vào năm 1942 với tên San Rafael. Năm 1965, tên đã được đổi thành Estrelleta, cuối cùng là vào năm 1972 tỉnh có tên như hiện nay. Tỉnh này đã từng là một đô thị của tỉnh San Juan trước khi thành tỉnh.
Tỉnh Elías Piña giáp tỉnh Dajabón và tỉnh Santiago Rodríguez về phía bắc, San Juan về phía đông, tỉnh Independencia về phía nam và Cộng hòa Haiti về phía tây.

## Các đô thị
Có 6 đô thị (municipio) và 3 quận đô thị (distrito municipal - D.M.) ở tỉnh này.
Các đô thị:
- Comendador
- Bánica
- El Llano
- Hondo Valle
- Juan Santiago
- Pedro Santana

Các quận đô thị:
- Río Limpio
- Sabana Cruz
- Sabana Larga